# Paul Egli
Pour les articles homonymes, voir Egli (homonymie).
Paul Egli est un coureur cycliste suisse, né le 18 août 1911 à Dürnten et mort le 23 janvier 1997 à Dürnten.
Champion du monde sur route amateur en 1933, il passe professionnel en août 1933 et le reste jusqu'en 1947. Il remporte 13 victoires. Il est couronné par deux fois champion de Suisse sur route en 1935 et 1936 et champion de Suisse militaire en 1940.

## Palmarès
Paul Egli participe à trois éditions du Tour de France : contraint à l'abandon en 1936, il se classe 29e en 1937 et 31e en 1938. Il remporte la première étape, de Paris à Lille, en 1936 et porte donc le maillot jaune un jour.
- 1932
  -  Champion de Suisse de cyclo-cross amateurs
  -  2e du championnat du monde sur route amateurs
- 1933
  -  Champion du monde sur route amateurs
  - 2e du championnat de Suisse sur route amateurs
- 1934
  - Championnat de Zurich
  - 3e étape du Tour de Suisse
  - 1re étape du Critérium du Midi
  - 2e du Circuit du Midi
  - 3e de la Polymultipliée
  - 6e du championnat du monde sur route
- 1935
  -  Champion de Suisse sur route
  - Championnat de Zurich
  - 1re étape du Tour du Pays basque
- 1936
  -  Champion de Suisse sur route
  - 4e étape a et b du Tour de Suisse
  - 1re étape du Tour de France
  - 3e du Critérium de Lugano
  - 3e du Critérium de Zürich
  - 4e du championnat du monde sur route
- 1937
  - Critérium de Lucerne
  - 3e étape du Tour de Suisse
  - 2e de Paris-Nantes
  - 2e du Circuit de Bâle
  - 3e du championnat du monde sur route
- 1938
  - 2e du championnat du monde sur route
  - 3e du Championnat de Zürich
- 1940
  -  Champion de Suisse militaire
- 1941
  - Tour du Nord-Ouest de la Suisse
  - 2e du championnat de Suisse sur route
  - 2e du Grand Prix du Locle
  - 3e du Championnat de Zürich
- 1942
  - Championnat de Zurich

## Résultats sur les grands tours

### Tour de France
3 participations
- 1936 : abandon (10e étape), vainqueur de la première étape et  maillot jaune pendant 1 jour
- 1937 : 29e
- 1938 : 31e